# 시네마 천국
《시네마 천국》(이탈리아어: Nuovo cinema Paradiso→파라다이스 극장)은 1988년에 개봉한 주세페 토르나토레 감독의 이탈리아 영화 작품이다. 자크 페렝, 필립 누아레, 레오폴드 트리에스테, 마르코 레오나르디, 아그네스 나노, 살바토레 카시오, 브리지트 포세 등이 출연했고, 엔니오 모리코네가 배경음악을 작곡했다.
"노스탤지아 포스트모더니즘"(nostalgic postmodernism)의 대표적인 작품인 《시네마 천국》은 희극적 요소들이 센티멘탈하게 서로 얽히면서 실용주의적 노스탤지어를 불러일으키고 젊음, 성장, 과거의 회상 등 여러 가지 테마를 담아낸다. 각각의 장면들의 이미지는 주인공 살바토레의 유년기에 대한 이상화된 기억이라고 할 수 있다.
《시네마 천국》은 1989년 제42회 칸 영화제에서 감독 토르나토레가 심사위원대상을 수상했고, 1990년에는 제62회 미국 아카데미상 외국어영화상, 제47회 골든 글로브상 외국어영화상, 제11회 청룡영화제 외국어영화상을 수상, 1991년에는 제44회 영국 아카데미상에서 각본상, 남우주연상, 남우조연상, 외국어영화상, 제11회 런던 비평가 협회상 남우주연상을 수상했다.

## 줄거리
1980년대의 이탈리아 로마, 영화감독 살바토레 드비토(Salvatore Di Vita; 자크 페렝 분)는 집으로 돌아와 같이 자는 여자에게서 어머니가 전화를 했으며, 알프레도(Alfredo; 필립 누아레 분)라는 사람이 세상을 떠났다는 부음을 듣는다. 살바토레는 30년동안 돌아가지 않았던 고향 시실리를 떠올리며 그리워한다. 알프레도가 누구냐는 여자의 말에 살바토레는 과거의 회상에 빠진다.
2차대전이 끝난 직후, 1940년대의 시실리에 6살의 살바토레―아명 토토(Toto; 살바토레 카시오 분)가 살고 있었다. 아버지는 전쟁중 러시아 전선에서 전사하고, 어머니 마리아(Maria; 안토넬라 아티리 분)와 여동생과 살던 토토는 아델피오 신부(Adelfio; 레오폴드 트리에스테 분)가 영화를 검열하는 일을 도우면서 소일을 했다. 장난꾸러기 꼬마였던 토토는 동네 소극장 "시네마 천국"(Cinema Paradiso)을 들락거리면서 영사기사 알프레도 아저씨와 우정을 키워나갔다. 처음에는 토토를 귀찮아했던 알프레도도 초등학교 검정고시 시험 때 토토가 답을 알려주고부터 영사실에서 토토에게 영사기 조작법을 어깨너머로 가르쳐주고, 아버지가 없는 토토가 의지할 수 있는 아버지가 되어준다.
어느날, 극장 영업 시간이 끝났는데도 영화를 보고 싶어하는 동네 사람들이 떼로 몰려오자 알프레도는 광장으로 영사기를 돌려 영화를 보여주었다. 잠시 한눈을 파는 사이 가연성의 구식 필름에 불이 붙어 불을 끄려던 알프레도가 온 몸에 불이 옮겨붙어 화상으로 시력을 잃고 극장이 전소해 버린다. 스포츠 복권 당첨으로 벼락부자가 된 나폴리 출신의 시치오(Ciccio; 엔조 카나발 분)가 극장을 재건하고 새 극장주가 되고, 장님이 된 알프레도를 대신해 어깨너머로 기술을 배운 토토가 새 영사기사로 취직한다. 시치오는 그동안 신부의 검열 때문에 볼 수 없었던 키스신, 베드신을 양껏 보여주고 동네 사람들은 환호한다. 그동안 혼자서 이런 장면들을 실컷 봐 오던 신부는 펄펄뛰며 극장을 뛰쳐나간다.
청년이 된 토토(마르코 레오나르디 분)는 학교에서 만난 여학생 엘레나 멘돌라(Elena Mendola; 아그네스 나노 분)에게 반하고 몇달에 걸친 구애와 노력 끝에 그와 교제하게 된다. 하지만 은행의 중역인 엘레나의 아버지는 가난한 영사기사 토토를 못마땅해 하고, 자기 사업 파트너와 엘레나를 억지로 약혼시킨다. 엘레나와 토토는 시네마 천국에서 만나 앞으로의 일을 의논하려 하지만 길이 어긋나 버리고, 아버지가 전사자라서 군복무 면제가 되어야 하는 토토가 병무청의 실수로 군대에 끌려가 아주 헤어지고 만다. 제대를 하고 동네로 돌아왔지만 극장에는 새 영사기사가 취직해 있고, 망연자실해하는 토토에게 알프레도는 로마로, 넓은 세상으로 떠나라고 말한다. 절대로 시실리로 돌아오지 말라고, 편지도 하지 말아야 한다는 알프레도의 말을 뇌리에 새긴 채 토토는 고향을 떠나 상경했다.
오랜 회상에서 깨어난 토토, 즉 살바토레는 알프레도의 장례식에 참가하기 위해 시실리로 날아온다. 세계적인 영화감독이 되어 귀향한 살바토레는 자신을 영화감독으로 키워준 알프레도 덕분에 자신의 꿈이 실현되었다는 것을 깨닫지만, 마음은 공허하기만 하다. 다 늙어버린 어머니(푸펠라 마지오 분), 6년 전에 극장을 닫은 시치오, 알프레도의 부인을 만난 뒤, 옛날 자기 방에 틀어박혀 엘레나의 필름을 소형 영사기에 돌려보기만 할 뿐이다. 술집에서 위스키를 마시다가 엘레나와 꼭 닮은 여대생을 발견하고 그 뒤를 쫓아간 살바토레는 그 아이가 엘레나(브리지트 포시 분)가 자신의 옛 친구 보치아 하원의원과 결혼해 낳은 아이라는 것을 알게 된다. 부모에게 끌려가기 전 엘레나는 시네마 천국을 찾아와 토토에게 연락처를 남겼지만, 엘레나와의 감상적인 관계가 토토의 앞날을 망칠까봐 두려웠던 알프레도 때문에 토토가 그것을 발견하지 못했던 사실이 드러난다. 부모가 정해준 약혼자와 끝끝내 파혼한 엘레나는 살바토레를 찾아다녔지만 찾지 못했고, 대학에서 만난 보치아와 결혼했던 것이다. 이루지 못한 첫사랑의 망령을 30년동안 잊지 못했던 두 사람은 부둣가 주차장에서 30년만에 다시 만나 서로의 사랑을 다시 확인하지만, 더 이상 어찌할 도리가 없이 헤어질 수 밖에 없다.
옛날 시네마 천국 건물은 공공 주차장을 만들기 위해 폭파되고, 마을 주민들은 눈물을 흘린다. 젊은이들은 붕괴된 극장 잔해를 오토바이를 타고 누비면서 낄낄댄다. 이를 지켜보던 살바토레는 알프레도의 유품인 필름 뭉치를 가지고 로마로 돌아온다. 자기 극장의 영사기사에게 필름을 넘겨주고 시사실에 혼자 앉은 살바토레의 앞 스크린에, 30여년 전 그 옛날, 신부가 검열했던 수많은 키스신들을 알프레도가 모두 이어붙인 영상이 떠오른다. 끝없이 이어지는 키스신의 향연에 살바토레는 자신에게 위대한 사랑을 베풀었던 알프레도를 떠올리며 눈물을 주체하지 못한다.

## 평가
《시네마 천국》은 평단과 흥행 양쪽에서 모두 큰 성공을 거두었으며, 현재 고전으로 취급되는 작품들 중 하나이다. 특히 영화 말미의 키스 장면 몽타주는 매우 유명하다. 1989년에는 아카데미에서 최고의 외국 영화상을 받았으며, 이후에 개봉된 《지중해》, 《인생은 아름다워》와 함께 이탈리아 영화 산업을 부흥시킨 작품으로 인정받고 있다.

## 출연진
- 필립 누아레 - 알프레도 역
- 살바토레 카시오 - 어린 살바토레 "토토" 드비토 역
- 마르코 레오나르디 - 청년 살바토레 "토토" 드비토 역
- 자크 페랭 - 장년 살바토레 "토토" 드비토 역
- 아그네스 나노 - 청년 엘레나 멘돌라 역
- 브리지트 포세 - 장년 엘레나 멘돌라 역
- 안토넬라 아티리 - 장년 마리아 역
- 푸펠라 마지오 - 노년 마리아 역
- 레오폴드 트리에스테 - 아델피오 신부 역
- 니콜라 디핀토 - 광장의 미친놈 역
- 엔조 카나발 - 극장주 시치오 역

## 한국판 성우진

### MBC (1991년 12월 14일)
- 김기현 - 알프레도(필립 누아레)
- 안정현 - 어린 토토(살바토레 카스치오)
- 이인성 - 청년 토토(마르코 레오나르디) / 중년 토토(자크 페랭)
- 나성균
- 정희선
- 최방란
- 강미
- 김태훈
- 양윤선
- 이도련
- 탁재인
- 이종오
- 윤소라
- 이선주
- 이병식
- 이종혁
- 황윤걸
- 김영훈
- 성유진

### KBS (1995년 10월 29일)
- 이치우 - 알프레도(필립 누아레)
- 최덕희 - 어린 토토(살바토레 카스치오)
- 장세준 - 청년 토토(마르코 레오나르디)
- 장광 - 중년 토토(자크 페랭)
- 정미숙 - 엘레나(아그네스 나노)
- 권희덕 - 중년 엘레나(브리지트 포세)
- 정민희 - 노년 마리아(푸펠라 마지오)
- 황원 - 시치오(엔조 카나발)
- 조달호 - 대장장이(타노 치마로사)
- 김정호 - 광장의 미친놈(니콜라 디 핀토)
- 이종구 - 아델피오 신부(레오폴도 트리에스테)
- 최문자 - 장년 마리아(안토넬라 아틸리)
- 강구한 - 경감(레오 굴로타)
- 문관일 - 마을 사람(이그나지오 파팔라르도)
- 홍승섭 - 마을 사람(밈모 미녜미)
- 김관진 - 엘레나의 아버지(투리 기우프리다)
- 배정미 - 리아(로베르타 레나) / 안나(아이사 다니엘리)

### SBS (2003년 5월 8일)
- 황원 - 알프레도(필립 누아레)
- 손정아 - 어린 토토(살바토레 카스치오) / 중년 엘레나(브리지트 포세)
- 김영선 - 청년 토토(마르코 레오나르디)
- 김세한 - 중년 토토(자크 페랭)
- 이선 - 엘레나(아그네스 나모)
- 최병학 - 아델피오 신부(레오폴도 트리에스테)
- 최성우 - 젊은 마리아(안토넬라 아티리)
- 임수아 - 노년 마리아(푸펠리아 마지오)
- 김태훈 - 대장장이(타노 치마로사)
- 성선녀 - 안나(아이사 다니엘리)
- 정동열 - 경감(레오 굴로타)
- 이호인 - 엘레나의 아버지(투리 기우프리다)
- 김혜경 - 리아(로베르타 레나)
- 김태웅 - 시치오(엔조 카나발)
- 박상훈 - 토토의 친구(투리 킬러)
- 김소형 - 광장의 미친놈(니콜라 디 핀토) / 토토의 친구(안젤로 토스토)
- 변영희 - 토토의 친구(콘세타 보르파가노)

## 수상 내역
- 1989년: 제42회 칸 영화제
  - 심사위원대상: 주세페 토르나토레
- 1989년: 제47회 골든 글로브상
  - 최고의 외국어 영화상
- 1990년: 제62회 미국 아카데미상
  - 최고의 외국어 영화상
- 1990년: 제11회 청룡영화제
  - 외국어 영화상
- 1991년: 제44회 영국 아카데미상
  - 최고의 외국어 영화상
  - 남우주연상: 필립 누아레
  - 남우조연상: 살바토레 카시오
  - 각본상: 주세페 토르나토레
  - 음악상: 엔니오 모리코네, 안드레아 모리코네